# Leucon (Crymoleucon) antarcticus
Leucon (Crymoleucon) antarcticus is een zeekommasoort uit de familie van de Leuconidae. De wetenschappelijke naam van de soort is voor het eerst geldig gepubliceerd in 1907 door Zimmer.